# Eleccions legislatives noruegues de 1924
Les eleccions legislatives noruegues de 1924 se celebraren el 21 d'octubre per a renovar els 150 membres del Storting, el parlament de Noruega. Els més votats foren la coalició de conservadors i esquerra liberal, però no tenia majoria i es formà un govern de coalició dirigit pel cap dels liberals Johan Ludwig Mowinckel, qui detingué el càrrec de primer ministre de Noruega.

## Suports
| Diari               | Partit recolzat           | Partit recolzat    |
| ------------------- | ------------------------- | ------------------ |
| Vestlandske Tidende |                           | Partit Conservador |
| Vestlandske Tidende | Partit d'Esquerra Liberal |                    |
| Sarpen              |                           | Partit Conservador |
| Sarpen              | Partit d'Esquerra Liberal |                    |

## Resultats
|         |                                                                                       |         |       |          |        |
| Partits | Partits                                                                               | Vots    | Vots  | Escons   | Escons |
| Partits | Partits                                                                               | #       | %     | #        | ±      |
|         | Partit Conservador (Høyre)                                                            | 316,846 | 32.53 | 43 / 150 | 1      |
|         | Partit d'Esquerra Liberal (Frisinnede Venstre)                                        | 316,846 | 32.53 | 11 / 150 | 4      |
|         | Partit Liberal (Venstre)                                                              | 180,979 | 18.58 | 34 / 150 | 3      |
|         | Partit Laborista Noruec (Det norske Arbeiderparti)                                    | 179,567 | 18.44 | 24 / 150 | 5      |
|         | Partit dels Agricultors (Bondepartiet)                                                | 131,706 | 13.52 | 22 / 150 | 5      |
|         | Partit Socialdemòcrata Laborista de Noruega (Norges Socialdemokratiske Arbeiderparti) | 85,743  | 8.80  | 8 / 150  | =      |
|         | Partit Comunista de Noruega (Norges Kommunistiske Parti)                              | 59,401  | 6.10  | 6 / 150  | Nou    |
|         | Partit Popular Radical (Det Radikale Folkeparti)                                      | 17,144  | 1.76  | 2 / 150  | =      |
|         | Total                                                                                 | 100%    | 100%  | 150      | 150    |